# سنت جورج، دانشگاه لندن
سنت جورج، دانشگاه لندن (به انگلیسی: St George's, University of London) ( به طور قانونی مدرسه پزشکی بیمارستان سنت جورج، به طور غیررسمی سنت جورج یا SGUL) یک دانشگاه در توتینگ در لندن جنوبی است و یکی از کالج‌های دانشگاه لندن است. سنت جورج در سال ۱۷۳۳ بنیانگذاری شد. و پس از دانشگاه آکسفورد دومین موسسه در انگلستان بود که دوره های آموزشی رسمی برای پزشکان ارائه کرد. سنت جورج در سال ۱۸۳۶ به دانشگاه لندن وابسته شد.
سنت جورج نزدیک به بیمارستان سنت جورج است و یکی از بیمارستان‌های متحد است.